# Pastorale des funérailles

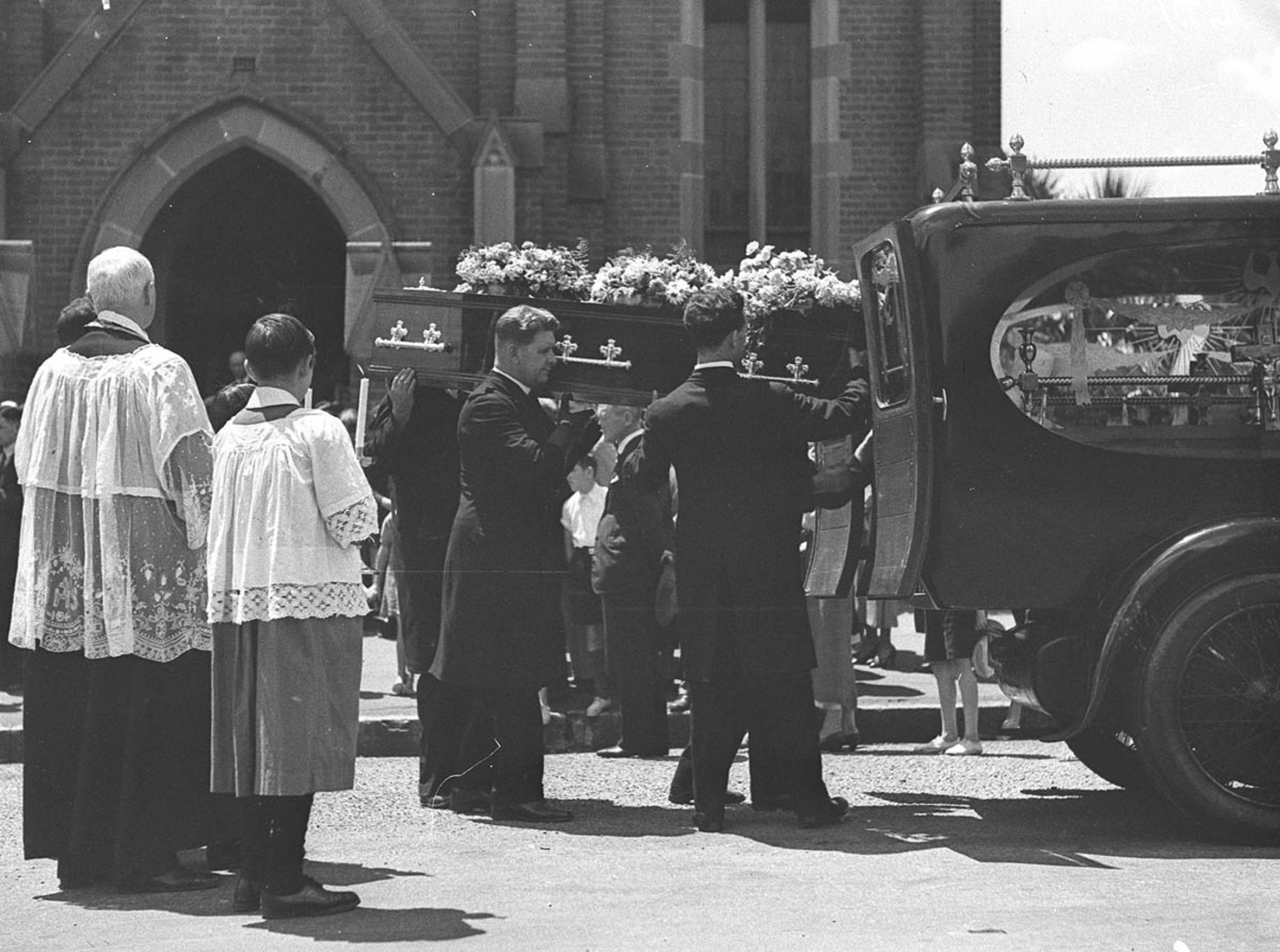
Service funéraire catholique à l'église St Mary Immaculate, Charing Cross, v. 1930.

La pastorale des funérailles est le service de l’Église catholique qui accompagne toute personne au moment de sa mort et son entourage endeuillé, puis à l'ensevelissement et enfin à des célébrations mémorielles, notamment le jour anniversaire du décès ou le 2 novembre, jour où l'Église célèbre la mémoire des défunts (le 1er novembre étant réservé pour les saints). 
L'Église catholique croit que Dieu a créé l'âme de l'homme immortelle afin de l'y rejoindre au paradis après son passage sur Terre. Ainsi, lors des funérailles, l’Église « apporte un soutien spirituel pour le défunt, honore son corps et apporte en même temps du réconfort et de l’espoir aux vivants ». La constitution Sacrosanctum Concilium no 81 promulguée lors du concile Vatican II (1962-1965) a affirmé que « le rite des funérailles devra exprimer de façon plus évidente le caractère pascal de la mort chrétienne, et devra répondre mieux aux situations de chaque région, même en ce qui concerne la couleur liturgique » .
Les obsèques catholiques sont célébrées conformément aux rites funéraires prescrits par l'Église catholique. Dans le droit canon, ces funérailles sont qualifiées de « funérailles ecclésiastiques » et sont traitées dans les canons 1176-1185 du code de droit canonique et dans les canons 874 à 879 du code de canons des églises orientales. 
Chaque paroisse dispose d'une « équipe funérailles » ou « équipe mort et résurrection » composée de membres laïques en lien avec l’équipe d’animation pastorale et le prêtre de la paroisse ou le prêtre chargé de la pastorale des funérailles. La pastorale des funérailles est d'office proposée aux personnes qui ont demandé explicitement le baptême, aux catéchumènes et aux baptisés, mais la présence d'un prêtre n'est pas obligatoire.

## Fin de vie
Lorsque la vie arrive à son terme, les familles catholiques pratiquantes ont à cœur de faire administrer le sacrement des malades à leur parent. Le sacrement des malades est d'abord destiné à améliorer l'état physique et moral de celui qui le reçoit. Le prêtre se substitue au Christ qui guérissait les malades. Il peut être administré bien avant que le pronostic vital ne soit engagé.
Ce sacrement peut s'accompagner ou non du Viatique, ultime communion distribuée au malade après une confession générale si son état le permet. À noter que les funérailles ne sont pas un sacrement, mais un sacramental.

## Décès
Lorsque le décès a été constaté et la toilette funèbre effectuée le corps est exposé sur un lit (de nos jours le plus souvent dans une chambre funéraire ou une chambre mortuaire) en attitude de gisant, mains jointes enserrant un chapelet ou un crucifix. La couche funèbre est jonchée de fleurs ou des vases sont disposés dans la pièce. Des cierges ou des bougies allumés (au moins une) symbolisent la lumière dans laquelle le défunt est entré par son baptême et qui se perpétue par-delà la mort. Le corps est veillé par les proches qui se relaient à son chevet. Ils récitent le chapelet et les prières du missel relatives à cet ultime adieu.
Des prières sont également prévues par le missel pour la mise en bière et le départ de la maison mortuaire. En l'absence de ministre du culte, il appartient à un proche parent de les réciter.

## Funérailles
Au moins le jour des funérailles, l'usage veut que la famille du défunt et ses proches s'habillent en grand deuil, en deuil ou en demi-deuil selon la proximité. Dans les mois qui suivront, ils s'abstiendront de porter des couleurs vives. 
Depuis 1973 la célébration des funérailles peut être conduite par un prêtre, un diacre ou un laïc . Ces derniers, après avoir reçu une formation diocésaine reçoivent leur mission de leur évêque auprès du curé de leur paroisse.
La célébration des funérailles ne comporte pas obligatoirement une eucharistie (messe). Seul un prêtre peut célébrer une messe de funérailles, qui comprend alors la communion proposée à l'assemblée.
Dans le cadre du rituel des funérailles (1973) les familles participent à la personnalisation des célébrations. Cette participation s'élabore entre les personnes mandatées pour l'accueil et les familles. C'est dans l'attention apportée à la mise en valeur des rites de passage rappelant ceux du baptêmes du défunt (rites de la croix, de la lumière pascale, de l'encens et de l'eau) que le rituel fait preuve d'une grande simplicité. La liturgie de la Parole (textes bibliques), les musiques de circonstance et les chants accompagnent le défunt et l'assemblée vers l'À-Dieu de la célébration. 
En respectant les volontés du défunt ou de la famille les fleurs sont la preuve de l'attachement de la famille, des proches, des amis. Elles peuvent parfois en accord avec la famille faire l'objet d'une mention particulière au cours de la célébration.
Les membres de l'assemblée sont invités à déposer leur offrande pour que des messes soient dites à l'intention du défunt.
Parfois, à la demande du défunt ou de sa famille une collecte peut être demandée afin de recueillir les dons pour des œuvres caritatives ou  en lieu et place des envois de fleurs. Cette collecte est différente de l'offrande faite à l'Église décrite ci-dessus

## Inhumation
L'inhumation suit la cérémonie religieuse. A la campagne, le prêtre accompagne le corbillard et récite les dernières prières devant la tombe. En ville, c'est un proche qui s'en charge, avec l'aide du missel. 
Lorsque des laïcs ont été missionnés par leur évêque il leur est demandé, autant que possible, d'accompagner les familles lors de l'inhumation au cimetière. Le rituel des funérailles "prières pour les défunts à la maison et au cimetière" (1972) est leur guide de prière 
La crémation, longtemps interdite par l'église catholique, est maintenant autorisée. Si la famille le demande une cérémonie religieuse par des aumôniers laïcs en mission par l'évêque du diocèse peut la précéder.

## Deuil
Dans les mois qui suivent, les proches du défunt s'abstiennent de sorties festives (spécialement dansantes ou musicales) et ne reçoivent que dans l'intimité.

## Souvenir
Ultérieurement peuvent être dites des obits : des messes à l'intention d'un défunt peuvent être demandés. Se conserve aussi l'usage d'une messe de quarantaine (quarante jours après le décès) et, plus largement, celle de la messe anniversaire (messe « du bout de l'an ») où la famille se retrouve avec les amis proches. Il est également fréquent que la date anniversaire du décès, de la naissance ou du saint patron soit commémorée par une messe, parfois durant des décennies.
En Belgique et dans le nord de la France, ainsi qu'en Espagne et en Italie, se maintient la pratique du « memento » ou « souvenir pieux ». Il s'agit d'une image pieuse comportant une photographie du défunt, ses dates de naissance et de décès, parfois sa profession et ses décorations, ainsi que des prières et oraisons jaculatoires choisies en fonction de sa personnalité. Cette image est distribuée aux proches et connaissances dans les semaines qui suivent le décès, parfois le jour même de l'enterrement. Cette coutume a pratiquement disparu partout ailleurs, même si elle se maintient dans les familles catholiques de vieille tradition.